# Laï
Laï (en árabe لادي, Lādī) es una ciudad de Chad, situada en el sur del país. Es capital de la región de Tandjilé y se encuentra a orillas del río Logone. Contaba con 20.428 habitantes en 2008
Es el centro de la región Tandjile, siendo la capital en la que existen otras ciudades importantes como Kelo, Dono-Manga, Dresia, Bere, etc. 
Se denomina el granero de Chad, debido a los grandes terrenos de cultivos existentes de arroz, que proporciona a todo el país y exporta fuera del mismo. 
La religión mayoritaria son los cristianos católicos con una catedral en Laï y en todas las ciudades importantes tienen iglesias y una importante obra social, acompañado de la religión islámica que también predomina en la zona. 
A nivel sanitario, las enfermedades más usuales son la malaria o paludismo, la cual produce muchísimas muertes al año, tanto en población adulta como en infantil, y el hospital de referencia más importante puede ser el Hospital Adventista de Beré, a pesar de que existen hospitales públicos en Laï y Kélo, este hospital es de carácter privado y su gestión es aceptable. 
A nivel climatológico, los meses de febrero a mayo son los meses más calurosos y secos, comenzando las lluvias en los meses de junio a octubre y la sesión seca en noviembre a enero. Se puede decir que existen dos climas: el clima seco y el clima lluvioso. 
La variedad étnica es muy importante en la zona, existiendo multitud de lenguas y etnias, en las que cabe destacar: Kabalay, Nandjere, Gambay, Arabe, Marba, etc.

## Historia
En la localidad se produjo la conocida como batalla de Laï, en el transcurso de la I Guerra Mundial entre tropas francesas y alemanas. Durante la misma los alemanes ocuparon la población durante algunos días (del 21 de agosto al 1 de septiembre de 1914).